# Мінська кільцева автомобільна дорога
Мінська кільцева автомобільна дорога (МКАД) (біл. Мінская кальцавая аўтамабільная дарога (МКАД)) — кільцева дорога у Мінську, що проходить переважно адміністративною межею міста. Довжина — 56,2 км.

## Основні розв'язки
| Відст. (близько) |  | До міста                             | З міста                            | Напрямок руху                            |
| ---------------- |  | ------------------------------------ | ---------------------------------- | ---------------------------------------- |
| 0 км             |  | просп. Незалежності                  | М2 Московське шосе                 | Аеропорт Мінськ, Борисов, Орша, Москва   |
| 2 км             |  | вул. Ф. Скорини                      | вул. Академіка Купревича           |                                          |
| 4 км             |  | вул. Ваупшасова                      |                                    |                                          |
| 6 км             |  | вул. Ілімська                        |                                    |                                          |
| 8 км             |  | вул. Байкальська                     |                                    |                                          |
| 9 км             |  | просп. Партизанский                  | М4 М5 Могильовське/Гомельське шосе | Могильов, Бобруйськ, Гомель, Київ        |
| 11 км            |  | вул. Свіслочська                     | вул. Свіслочська                   |                                          |
| 14 км            |  | вул. Ташкентська                     |                                    |                                          |
| 16 км            |  | вул. Чижевських                      |                                    |                                          |
| 18 км            |  | Ігуменський тракт, вул. Маяковського | вул. Бабушкіна                     | Колядичі                                 |
| 21 км            |  | вул. Кижеватова                      | Р23 Слуцьке шосе                   | Слуцьк, Солігорськ, Мікашевичі           |
| 23 км            |  | вул. Козинця                         |                                    |                                          |
| 24 км            |  | вул. Наполеона Орди                  | вул. Курчатова                     |                                          |
| 25 км            |  | просп. Дзержинського                 | Р1 Берестейське шосе               | Дзержинськ, Барановичі, Берестя, Варшава |
| 27 км            |  | вул. Громова                         | вул. Громова                       |                                          |
| 28 км            |  | вул. Слободська                      | Озерцовський тракт                 |                                          |
| 31 км            |  | вул. Шаранговича                     | 4-й пр-к Монтажників               |                                          |
| 33 км            |  | вул. Мазурова                        |                                    |                                          |
| 34 км            |  | вул. Притицького                     | М6 М7 E28 Раковське шосе           | Ліда, Гродно, Ошмяни, Вільнюс, Берлін    |
| 39 км            |  | вул. Тімірязєва                      | Р28 Заславське шосе                | Молодечно, Браслав                       |
| 40 км            |  | просп. Переможців                    |                                    |                                          |
| 46 км            |  | Долгиновський тракт                  | Р58 Папернянське шосе              | Мядель                                   |
| 53 км            |  | Логойский тракт                      | М3 Логойське шосе                  | Логойськ, Полоцьк, Новополоцьк, Вітебськ |
| 56 км            |  | вул. Всіхсвятська                    | вул. Гінтовта                      |                                          |

## Цікаві факти
- Абревіатура «МКАД» збігається з аналогічними літерами Московської кільцевої автодороги.
- Проєктна швидкість на дорозі — 120 км/год, однак зараз обмеження швидкості на дорозі становить 90 км/год.
- Мікрорайони Уруччя та Шабани виходять за межі МКАД. Також за межами дороги у 2003 році побудовано електродепо, яке обслуговує рухомий склад Автозаводської лінії Мінського метрополітену. У 2009 році за межі кільцевої дороги прокладена лінія метрополітену у напрямку мікрорайону Уруччя.